# Cyanophora
Cyanophora es un género de algas de la división Glaucophyta. Son algas unicelulares y que naturalmente habitan en aguas dulces como ríos, lagos, lagunas, etc. Están lejanamente emparentadas con las plantas ya que pertenecen al clado Archaeplastida equivalente al reino Plantae en algunos sistemas de clasificación.

## Especies
Incluye las siguientes especies:
- Cyanophora biloba P.Kugrens, B.L.Clay, C.J.Meyer & R.E.Lee, 1999
- Cyanophora cuspidata T.Takahashi & Nozaki, 2014
- Cyanophora kugrensii T.Takahashi & Nozaki, 2014
- Cyanophora paradoxa Korshikov, 1924
- Cyanophora sudae T.Takahashi & Nozaki, 2014
- Cyanophora tetracyanea Korshikov, 1941